# The Probability Broach
The Probability Broach es la primera novela (1981) del autor de ciencia ficción L. Neil Smith. La acción transcurre en una divergencia histórica llamada Universo Gallatin, en donde se ha formado una sociedad libertaria en América del Norte llamada Confederación Norteamericana.  

## Argumento
El notable punto de divergencia que conduce a la Confederación Norteamericana (North American Confederacy, NAC) fue la adición de una palabra en el preámbulo de la Declaración de Independencia de los Estados Unidos en donde se altera la frase de que los gobiernos "derivan su poder del consentimiento unánime de los gobernados". Perturbado por esta frase, Albert Gallatin intercede en la Rebelión del Whiskey a favor de los granjeros, antes que por el inexperto gobierno de los EE. UU., provocando después la muerte de George Washington en la subsiguiente guerra civil, la abolición de la Constitución y el restablecimiento de un gobierno bajo los artículos de la Confederación. En el siguiente siglo, los remanentes del gobierno central se disipan y, para el comienzo de la novela en el año 1986, la presidencia de la NAC es un cargo honorario conservado como un coordinador en caso de emergencias nacionales.
Thomas Jefferson conduce exitosamente al movimiento abolicionista hacia un final pacífico de la esclavitud en 1820 y la ausencia de interferencia gubernamental crea un utopía liberal libertaria en donde la ciencia y la medicina avanzan con ritmo significativamente mayor que en la historia conocida. Mientras tanto Alexander Graham Bell, liberado de la tarea de inventar el teléfono por un predecesor, desarrolla una tecnología vocoder que permite descubrir que los chimpancés, gorilas y otros simios son seres sensibles, y a los primates superiores les son otorgados derechos de ciudadanía equivalentes a los de los humanos. Posteriormente, se descubre que los delfines y orcas también son seres conscientes y se unen a la Confederación Norteamericana. 
Mientras tanto, la ideología libertaria del Partido Gallatin en la NAC está en conflicto con los remanentes del Partido Federalista de Washington y Hamilton, que continúa promoviendo un gobierno central fuerte. La NAC no se involucra en grandes guerras como país, pero una cohorte de voluntarios surge para combatir dondequiera que los Federalistas y sus simpatizantes alteren la paz, principalmente en Prusia en 1918 y en la Antártida en 1950 (en donde la acción naval es liderada por una versión de Robert A. Heinlein). Otros personajes famosos mencionados en la novela son la presidenta de la NAC Ayn Rand, quien visita la luna a comienzos de la década de 1950; y un anterior presidente de la NAC H. L. Mencken (quien es asesinado por la madre de su vicepresidente después de matar a éste en un duelo). Una universidad de la costa oeste es bautizada en honor del excéntrico Emperador Norton de San Francisco.

## Personajes principales
Edward William "Win" Bear, es un indígena Ute que trabaja para el Departamento de Policía de Denver, en unos Estados Unidos controlados (en 1986) por una facción ecofascista anti-negocios que se complementa con una nueva Policía Federal de Seguridad (Federal Security Police, FSP) que recuerda a la Gestapo. Llamado para investigar la extraña muerte del físico Vaughn Meiss, Bear posteriormente es transportado a la NAC por medio de la "Probability Broach", un túnel interdimensional desarrollado originalmente para viajes interestelares por Oolorie, un delfín doctor en física de la Confederacíón. Una vez allí, Win encuentra a su contraparte Edward William "Ed" Bear y a sus amigos y conocidos, mientras se recupera de un accidente que incluye exposición a la radiación. Destaca Lucy Kroptkin, de quien eventualmente conoce que tiene 135 años de edad y que vive en Laporte (la versión de Denver en la NAC), y gracias a ella va conociendo todo lo referente a la Confederación. Él y Ed descubren el misterio de la muerte de Meiss, que fue asesinado para ocultar las intenciones de la FSP de conquistar la Confederación con la ayuda de los Federalistas de la NAC (conducidos por el prusiano expatriado y héroe de la guerra de 1918 Manfred von Richthofen). Lucy, Win y Ed se encargan de alertar al emergente gobierno de la NAC de esta amenaza y eventualmente de evitarla. Al final, Win escoge quedarse en la NAC y casarse con otra amiga de Ed, Clarissa, mientras que Ed y Lucy se casan y regresan a los asteroides para tener una nueva vida en las fronteras de la NAC.

## Premios
The Probability Broach ganó en 1982 el Prometheus Award, un premio creado por el autor de este libro, otorgado por la Libertarian Futurist Society.